# Isoetes amazonica
Isoetes amazonica är en kärlväxtart som beskrevs av Addison Brown. Isoetes amazonica ingår i släktet braxengräs, och familjen Isoetaceae. Inga underarter finns listade i Catalogue of Life.